# Körpergeruch
Als Körpergeruch bezeichnet man alle riechbaren Körperausdünstungen über die Haut und im weiteren Sinne auch aus anderen Körperöffnungen, wie zum Beispiel Mundgeruch. Deutlich wahrnehmbar ist beim Menschen häufig der Geruch von Schweiß. Dabei entwickeln insbesondere die Absonderungen der apokrinen Schweißdrüsen, die vor allem als Duftdrüsen in den Achseln sitzen, eigentümliche Düfte. Zwar ist auch apokriner Schweiß zunächst oft weitgehend geruchslos, doch entstehen manche Duftstoffe unter Einfluss der Hautflora bei der bakteriellen Zersetzung der im Achselschweiß enthaltenen Substanzen, unter anderem körpereigene Fette und Proteine. Dieser Geruch kann als abstoßend empfunden werden, gilt jedoch auch als potenziell erotisierend, da die Achselschweiß-Substanz Androstenon ein Abbauprodukt des Sexualhormons Testosteron ist.

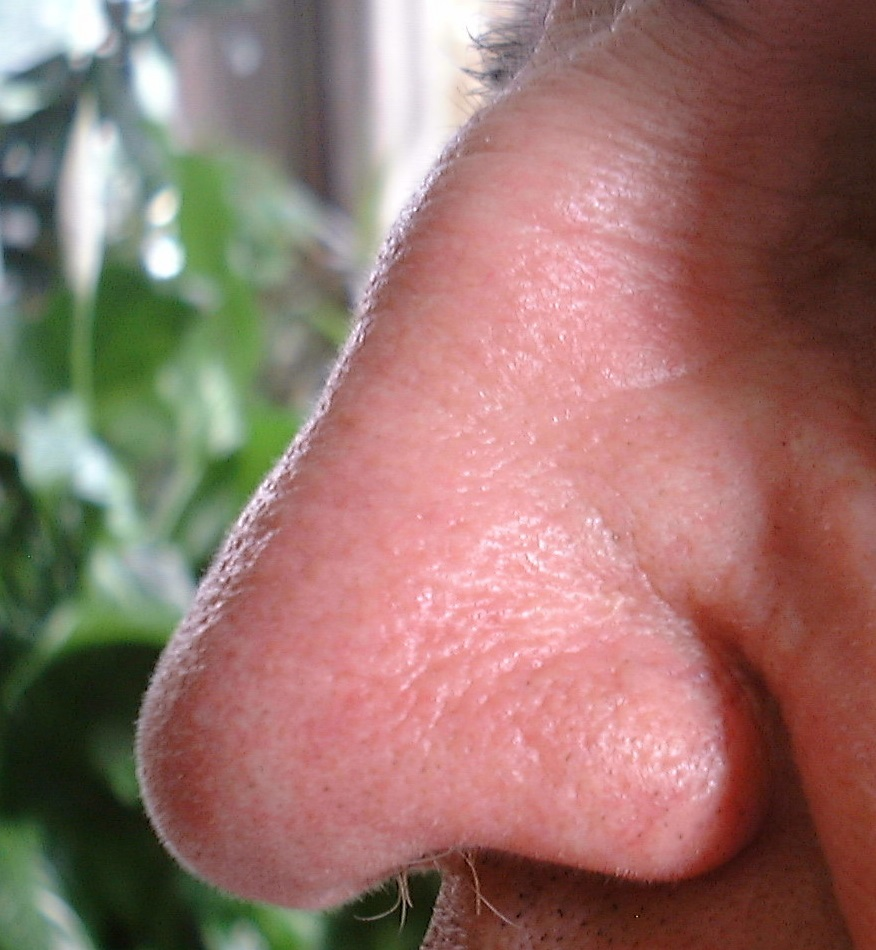
Geruchsorgan – menschliche Nase

Jeder Mensch besitzt einen genetisch festgelegten, individuell einzigartigen Körpergeruch, der nur bei eineiigen Zwillingen identisch ist. Für den körpereigenen Basisgeruch sind vor allem zerfallende Proteine verantwortlich, der so genannte MHC-Komplex, der genetisch festgelegt und bei jedem Menschen unterschiedlich ist. Aus diesem Grund gibt es Überlegungen, Körpergeruchsproben als Erkennungsmerkmal in der Kriminalistik einzuführen als Ergänzung zum Fingerabdruck. Je näher die genetische Verwandtschaft, desto ähnlicher ist der Körpergeruch. Wissenschaftler sprechen auch von einem Familiengeruch. Schon Neugeborene erkennen ihre Mutter an den Duftstoffen, die von Drüsen an den Brustwarzen abgegeben werden, und können sie so von anderen Personen unterscheiden. An Mäusen konnte demonstriert werden, dass MHC-bedingte Gerüche die Sexualpartnerwahl beeinflussen, das Risiko von Fehlgeburten minimieren und als natürliche Inzesthemmung wirken (siehe Jacobson-Organ).
Bei einer Untersuchung der Kulturanthropologin Ingelore Ebberfeld gab knapp die Hälfte der Befragten an, vom Körpergeruch des Partners sexuell stimuliert zu werden. „Generell kann man sagen, dass Frauen eher von Düften oberhalb und Männer eher von Düften unterhalb der Gürtellinie angezogen werden.“ Sexuell stimulierend wirkende körpereigene Duftstoffe werden wissenschaftlich als „Pheromone“ bezeichnet.
Bei Studien hat sich gezeigt, dass im Durchschnitt jedoch nur etwa 70 % der Frauen und gut 60 % der Männer Androstenon bewusst riechen können. Diese Fähigkeit scheint auch nicht auf allen Kontinenten gleich ausgeprägt zu sein. Am häufigsten wahrgenommen wird der Duftstoff in den USA und in Großbritannien, in Kontinentaleuropa und in Afrika dagegen weitaus seltener.
Häufig tritt verstärkter Körpergeruch bei Jugendlichen während der Pubertät oder bei älteren Menschen auf, bei denen auch das eigene Riechvermögen nachlässt. Zudem können verschiedene Gerüche auf Krankheiten wie Diabetes (Acetongeruch) und Leberschäden (Ammoniakgeruch) hinweisen.
Ob verschiedene Ethnien unterschiedliche Körpergerüche haben, ist wissenschaftlich nach wie vor nicht eindeutig geklärt. Der am deutlichsten wahrnehmbare Geruch ist die Achselschweiß-Substanz Androstenon. Aufgrund eines Einzelnukleotid-Polymorphismus – eine spezielle Form einer Mutation – fehlt bei manchen Menschen das Protein ABCC11. ABCC11 ist ein Zellmembrantransporter, der bestimmte Stoffwechselprodukte aus den apokrinen Zellen absondert. Die Mutation ist vor allem im ostasiatischen Raum verbreitet. Beispielsweise haben nahezu alle Koreaner kein ABCC11-Protein, weshalb Koreaner einen nur sehr schwach ausgeprägten Körpergeruch haben.
Die Verwendung bestimmter Gewürze in verschiedenen Kulturen, beispielsweise von Knoblauch, beeinflusst objektiv messbar die Körpergerüche, aber auch der ständige Umgang mit stark riechenden Produkten, etwa bei Fischern. Insofern ist auch von deutlichen interkulturellen Unterschieden auszugehen.
Die wahnhafte Vorstellung eines schlechten und auf andere Menschen abstoßend wirkenden Körpergeruchs bezeichnet man als Eigengeruchswahn.